# Hoàng Hải
Nguyen Hoang Hai (30 de abril de 1982 en Hanói), es un cantante vietnamita de Pop / R & B . Ganó en el concurso de Sao Mai điểm Gallina en 2006 y desde entonces ha aumentado hasta su actual fama.

## Biografía
Hoang Hai formó como parte miembro de la banda Tình Bạn, que también incluye a su amigo y actual director de Son y Nguyen Minh, Luong Ngọc Châu, que también ha compuesto canciones exclusivamente para Hải en la gama vocal.
- Datos: Q5874396
- Multimedia: Hoàng Hải / Q5874396